# طواف إيطاليا 2013
طواف إيطاليا 2013 هو سباق دراجات هوائية أقيم في إيطاليا بتاريخ 4–26 مايو، تكون السباق من 21 مرحلة وامتدّ لمسافة 3,405 كم. فاز به الإيطالي فينتشينزو نيبالي.

## الترتيب
| م                     | الدرّاج           | البلد   | الزمن |
| --------------------- | ---------------- | ------- | ----- |
| الفائز بالترتيب العام | فينتشينزو نيبالي | إيطاليا |       |